# Tokorcs
Tokorcs is een plaats (község) en gemeente in het Hongaarse comitaat Vas. Tokorcs telt 297 inwoners (2001).